# Mecodema kipjac
Mecodema kipjac es una especie de escarabajo del género Mecodema, familia Carabidae. Fue descrita científicamente por Seldon & Buckley en 2019.
Esta especie se encuentra en Nueva Zelanda.
Posee un largo de 33,1 mm, ancho pronotal de 9,4 mm y elitral de 10,8 mm. El color del cuerpo es marrón rojizo oscuro, con la cabeza negra mate.